# Jewgienij Pietrow (strzelec)
Jewgienij Aleksandrowicz Pietrow (ros. Евгений Александрович Петров, ur. 16 października 1938 w Moskwie) – radziecki strzelec sportowy. Dwukrotny medalista olimpijski.
Specjalizował się w konkurencji skeet. Brał udział w dwóch igrzyskach (IO 68, IO 72), na obu zdobywał medale. Triumfował w 1968, kiedy skeet po raz pierwszy znalazł się w programie igrzysk, cztery lata później zajął drugie miejsce. Stawał na podium mistrzostw świata w konkurencji indywidualnej (złoto w 1970, srebro w 1967) oraz drużynowej (złoto w 1967, 1969-1971, 1973). Był również mistrzem Europy i pięciokrotnym mistrzem ZSRR (1962, 1963, 1965, 1967, 1972).